# Kadaramanahalli, Kunigal
Kadaramanahalli là một làng thuộc tehsil Kunigal, huyện Tumkur, bang Karnataka, Ấn Độ.